# Rudolf Eisler
Rudolf Eisler, född 7 januari 1873, död 13 december 1926, var en tysk-österrikisk filosof och sociolog, far till Hanns Eisler.
Eisler levde i Wien som författare, påverkad framför allt av Wilhelm Wundt och av den kantska filosofin. Eisler gjorde sig särskilt känd genom sin grundliga Wörterbuch der philosophischen Begriffe (4:e upplagan, 3 band, 1927–1930).